# Lista över medaljörer i drakbåts-EM för landslag (EDBF)
Detta är en lista över medaljörer i drakbåts-EM för landslag arrangerade av European Dragon Boat Federation (EDBF).

## Medaljtabell 20-manna 2002–2014
- Resultat från mästerskapen 1998 är inte inräknade då resultaten inte finns tillgängliga på EDBF:s webbplats.

| Pl.    | Nation         | Guld | Silver | Brons | Totalt |
| ------ | -------------- | ---- | ------ | ----- | ------ |
| 1      | Tyskland       | 67   | 45     | 20    | 132    |
| 2      | Ryssland       | 39   | 23     | 20    | 92     |
| 3      | Ukraina        | 28   | 5      | 11    | 44     |
| 4      | Storbritannien | 27   | 34     | 28    | 89     |
| 5      | Tjeckien       | 12   | 34     | 36    | 82     |
| 6      | Ungern         | 11   | 23     | 29    | 63     |
| 7      | Polen          | 8    | 15     | 25    | 48     |
| 8      | Slovakien      | 5    | 1      | 2     | 8      |
| 9      | Italien        | 3    | 12     | 11    | 26     |
| 10     | Sverige        | 2    | 5      | 7     | 14     |
| 11     | Schweiz        | 0    | 2      | 4     | 6      |
| 12     | Danmark        | 0    | 2      | 3     | 5      |
| 13     | Irland         | 0    | 1      | 1     | 2      |
| 14     | Spanien        | 0    | 0      | 3     | 3      |
| NP     | Cypern         | 0    | 0      | 0     | 0      |
| NP     | Frankrike      | 0    | 0      | 0     | 0      |
| NP     | Litauen        | 0    | 0      | 0     | 0      |
| NP     | Moldavien      | 0    | 0      | 0     | 0      |
| NP     | Nederländerna  | 0    | 0      | 0     | 0      |
| NP     | Norge          | 0    | 0      | 0     | 0      |
| NP     | Serbien        | 0    | 0      | 0     | 0      |
| NP     | Belarus        | 0    | 0      | 0     | 0      |
| NP     | Österrike      | 0    | 0      | 0     | 0      |
| Totalt | Totalt         | 174  | 174    | 174   | 522    |

## Medaljörer 20-manna

### Premier

#### Herrar

##### 200m
| Klass                 | Guld           | Silver         | Brons          |
| Silkeborg 1996        | Tyskland       | Italien        | Danmark        |
| Rom 1998              |                |                |                |
| Malmö 2000            | Storbritannien | Tyskland       | Ryssland       |
| Poznan 2002           | Ryssland       | Tjeckien       | Storbritannien |
| Stockton-on-Tees 2004 | Ryssland       | Storbritannien | Tjeckien       |
| Prag 2006             | Tjeckien       | Ryssland       | Slovakien      |
| Sabaudia 2008         | Tyskland       | Ryssland       | Spanien        |
| Amsterdam 2010        | Tyskland       | Ungern         | Tjeckien       |
| Nottingham 2012       | Tjeckien       | Ryssland       | Ungern         |
| Račice 2014           | Tyskland       | Tjeckien       | Ukraina        |
| Rom 2016              | Ukraina        | Tyskland       | Tjeckien       |
| Brandenburg 2018      | Tyskland       | Ukraina        | Storbritannien |

##### 500m
| Klass                 | Guld           | Silver         | Brons          |
| Silkeborg 1996        | Tyskland       | Italien        | Sverige        |
| Rom 1998              |                |                |                |
| Malmö 2000            | Tyskland       | Danmark        | Polen          |
| Poznan 2002           | Ryssland       | Tjeckien       | Storbritannien |
| Stockton-on-Tees 2004 | Ryssland       | Tyskland       | Storbritannien |
| Prag 2006             | Slovakien      | Storbritannien | Tjeckien       |
| Sabaudia 2008         | Tyskland       | Ryssland       | Slovakien      |
| Amsterdam 2010        | Tyskland       | Ungern         | Ryssland       |
| Nottingham 2012       | Storbritannien | Tyskland       | Ryssland       |
| Račice 2014           | Tyskland       | Tjeckien       | Ukraina        |
| Rom 2016              | Tyskland       | Ukraina        | Ungern         |
| Brandenburg 2018      | Ukraina        | Tyskland       | Storbritannien |

##### 1000m
| Klass            | Guld    | Silver   | Brons          |
| Brandenburg 2018 | Ukraina | Tyskland | Storbritannien |

##### 2000m/5000m
| Klass                 | Guld      | Silver         | Brons          |
| Rom 1998              |           |                |                |
| Malmö 2000            | Ryssland  | Danmark        | Sverige        |
| Poznan 2002           | Ryssland  | Tyskland       | Tjeckien       |
| Stockton-on-Tees 2004 | Tjeckien  | Tyskland       | Ryssland       |
| Prag 2006             | Tjeckien  | Slovakien      | Ryssland       |
| Sabaudia 2008         | Slovakien | Ryssland       | Spanien        |
| Amsterdam 2010        | Ungern    | Tjeckien       | Tyskland       |
| Nottingham 2012       | Tyskland  | Ryssland       | Storbritannien |
| Račice 2014           | Tjeckien  | Tyskland       | Ungern         |
| Rom 2016              | Ukraina   | Italien        | Tyskland       |
| Brandenburg 2018      | Ukraina   | Storbritannien | Tyskland       |

#### Damer

##### 200m
| Klass                 | Guld           | Silver         | Brons          |
| Silkeborg 1996        | Tyskland       | Sverige        | Storbritannien |
| Rom 1998              |                |                |                |
| Malmö 2000            | Tyskland       | Sverige        | Storbritannien |
| Poznan 2002           | Tyskland       | Storbritannien | Polen          |
| Stockton-on-Tees 2004 | Ryssland       | Tyskland       | Storbritannien |
| Prag 2006             | Storbritannien | Ryssland       | Sverige        |
| Sabaudia 2008         | Ryssland       | Tyskland       | Storbritannien |
| Amsterdam 2010        | Storbritannien | Tyskland       | Tjeckien       |
| Nottingham 2012       | Storbritannien | Tjeckien       | Ungern         |
| Račice 2014           | Tyskland       | Tjeckien       | Ungern         |
| Rom 2016              | Ukraina        | Ungern         | Italien        |
| Brandenburg 2018      | Tyskland       | Storbritannien | Ukraina        |

##### 500m
| Klass                 | Guld           | Silver         | Brons          |
| Silkeborg 1996        | Tyskland       | Sverige        | Storbritannien |
| Rom 1998              |                |                |                |
| Malmö 2000            | Sverige        | Tyskland       | Storbritannien |
| Poznan 2002           | Storbritannien | Tyskland       | Polen          |
| Stockton-on-Tees 2004 | Ryssland       | Tyskland       | Storbritannien |
| Prag 2006             | Storbritannien | Ryssland       | Tjeckien       |
| Sabaudia 2008         | Ryssland       | Storbritannien | Tjeckien       |
| Amsterdam 2010        | Storbritannien | Tjeckien       | Tyskland       |
| Nottingham 2012       | Storbritannien | Tyskland       | Tjeckien       |
| Račice 2014           | Tyskland       | Tjeckien       | Ukraina        |
| Rom 2016              | Ukraina        | Ungern         | Italien        |
| Brandenburg 2018      | Tyskland       | Storbritannien | Ukraina        |

##### 1000m
| Klass            | Guld     | Silver  | Brons   |
| Brandenburg 2018 | Tyskland | Ukraina | Italien |

##### 2000m/5000m
| Klass                 | Guld           | Silver         | Brons          |
| Rom 1998              |                |                |                |
| Malmö 2000            | Tyskland       | Sverige        | Danmark        |
| Poznan 2002           | Storbritannien | Tyskland       | Polen          |
| Stockton-on-Tees 2004 | Tyskland       | Ryssland       | Storbritannien |
| Prag 2006             | Storbritannien | Ryssland       | Sverige        |
| Sabaudia 2008         | Ryssland       | Storbritannien | Sverige        |
| Amsterdam 2010        | Storbritannien | Tjeckien       | Ungern         |
| Nottingham 2012       | Storbritannien | Tyskland       | Ungern         |
| Račice 2014           | Tyskland       | Tjeckien       | Ukraina        |
| Rom 2016              | Ukraina        | Italien        | Ungern         |
| Brandenburg 2018      | Tyskland       | Ukraina        | Storbritannien |

#### Mixed

##### 200m
| Klass                 | Guld           | Silver   | Brons          |
| Silkeborg 1996        | Italien        | Sverige  | Schweiz        |
| Rom 1998              |                |          |                |
| Malmö 2000            | Storbritannien | Tyskland | Italien        |
| Poznan 2002           | Storbritannien | Schweiz  | Tyskland       |
| Stockton-on-Tees 2004 | Ryssland       | Tyskland | Schweiz        |
| Prag 2006             | Ryssland       | Ungern   | Sverige        |
| Sabaudia 2008         | Ryssland       | Tyskland | Tjeckien       |
| Amsterdam 2010        | Tyskland       | Tjeckien | Ungern         |
| Nottingham 2012       | Storbritannien | Ryssland | Tyskland       |
| Račice 2014           | Tyskland       | Tjeckien | Ukraina        |
| Rom 2016              | Tyskland       | Ukraina  | Storbritannien |
| Brandenburg 2018      | Tyskland       | Ukraina  | Storbritannien |

##### 500m
| Klass                 | Guld           | Silver         | Brons          |
| Silkeborg 1996        | Sverige        | Schweiz        | Tyskland       |
| Rom 1998              |                |                |                |
| Malmö 2000            | Storbritannien | Tyskland       | Italien        |
| Poznan 2002           | Tyskland       | Storbritannien | Schweiz        |
| Stockton-on-Tees 2004 | Ryssland       | Tyskland       | Schweiz        |
| Prag 2006             | Ryssland       | Ungern         | Sverige        |
| Sabaudia 2008         | Ryssland       | Tyskland       | Tjeckien       |
| Amsterdam 2010        | Tjeckien       | Tyskland       | Ryssland       |
| Nottingham 2012       | Storbritannien | Ryssland       | Tyskland       |
| Račice 2014           | Tjeckien       | Tyskland       | Ukraina        |
| Rom 2016              | Tyskland       | Ukraina        | Spanien        |
| Brandenburg 2018      | Tyskland       | Ukraina        | Storbritannien |

##### 1000m
| Klass            | Guld     | Silver         | Brons   |
| Brandenburg 2018 | Tyskland | Storbritannien | Ukraina |

##### 2000m/5000m
| Klass            | Guld                             | Silver                           | Brons                            |                                  |
| 1996–1998        | Fanns inte med på EM-programmet. | Fanns inte med på EM-programmet. | Fanns inte med på EM-programmet. | Fanns inte med på EM-programmet. |
| Malmö 2000       | Italien                          | Tyskland                         | Danmark                          |                                  |
| 2002–2004        | Fanns inte med på EM-programmet. | Fanns inte med på EM-programmet. | Fanns inte med på EM-programmet. | Fanns inte med på EM-programmet. |
| Prag 2006        | Ungern                           | Ryssland                         | Tjeckien                         |                                  |
| Sabaudia 2008    | Ryssland                         | Tyskland                         | Ungern                           |                                  |
| Amsterdam 2010   | Ryssland                         | Tjeckien                         | Tyskland                         |                                  |
| Nottingham 2012  | Storbritannien                   | Ryssland                         | Tjeckien                         |                                  |
| Račice 2014      | Tyskland                         | Tjeckien                         | Ryssland                         |                                  |
| Rom 2016         | Tyskland                         | Ungern                           | Ukraina                          |                                  |
| Brandenburg 2018 | Tyskland                         | Ukraina                          | Storbritannien                   |                                  |

### Junior

#### Herrar

##### 200m
| Klass                 | Guld                             | Silver                           | Brons                            |                                  |
| 1996–2000             | Fanns inte med på EM-programmet. | Fanns inte med på EM-programmet. | Fanns inte med på EM-programmet. | Fanns inte med på EM-programmet. |
| Poznan 2002           | Polen A                          | Tyskland                         | Polen B                          |                                  |
| Stockton-on-Tees 2004 | Fanns inte med på EM-programmet. | Fanns inte med på EM-programmet. | Fanns inte med på EM-programmet. | Fanns inte med på EM-programmet. |
| Prag 2006             | Ryssland                         | Storbritannien                   | Ungern                           |                                  |
| Sabaudia 2008         | Fanns inte med på EM-programmet. | Fanns inte med på EM-programmet. | Fanns inte med på EM-programmet. | Fanns inte med på EM-programmet. |
| Amsterdam 2010        | Tyskland                         | Polen                            | Ungern                           |                                  |
| Nottingham 2012       | Storbritannien                   | Polen                            | Ungern                           |                                  |
| 2014–2018             | Fanns inte med på EM-programmet. | Fanns inte med på EM-programmet. | Fanns inte med på EM-programmet. | Fanns inte med på EM-programmet. |

##### 500m
| Klass                 | Guld                             | Silver                           | Brons                            |                                  |
| 1996–2000             | Fanns inte med på EM-programmet. | Fanns inte med på EM-programmet. | Fanns inte med på EM-programmet. | Fanns inte med på EM-programmet. |
| Poznan 2002           | Polen A                          | Tyskland                         | Storbritannien                   |                                  |
| Stockton-on-Tees 2004 | Fanns inte med på EM-programmet. | Fanns inte med på EM-programmet. | Fanns inte med på EM-programmet. | Fanns inte med på EM-programmet. |
| Prag 2006             | Ryssland                         | Storbritannien                   | Ungern                           |                                  |
| Sabaudia 2008         | Fanns inte med på EM-programmet. | Fanns inte med på EM-programmet. | Fanns inte med på EM-programmet. | Fanns inte med på EM-programmet. |
| Amsterdam 2010        | Tyskland                         | Ungern                           | Polen                            |                                  |
| Nottingham 2012       | Polen                            | Storbritannien                   | Ungern                           |                                  |
| 2014–2018             | Fanns inte med på EM-programmet. | Fanns inte med på EM-programmet. | Fanns inte med på EM-programmet. | Fanns inte med på EM-programmet. |

##### 2000m
| Klass                 | Guld                             | Silver                           | Brons                            |                                  |
| 1996–2000             | Fanns inte med på EM-programmet. | Fanns inte med på EM-programmet. | Fanns inte med på EM-programmet. | Fanns inte med på EM-programmet. |
| Poznan 2002           | Polen A                          | Tyskland                         | Polen B                          |                                  |
| Stockton-on-Tees 2004 | Fanns inte med på EM-programmet. | Fanns inte med på EM-programmet. | Fanns inte med på EM-programmet. | Fanns inte med på EM-programmet. |
| Prag 2006             | Ryssland                         | Storbritannien                   | Italien                          |                                  |
| Sabaudia 2008         | Fanns inte med på EM-programmet. | Fanns inte med på EM-programmet. | Fanns inte med på EM-programmet. | Fanns inte med på EM-programmet. |
| Amsterdam 2010        | Tyskland                         | Polen                            | Ungern                           |                                  |
| Nottingham 2012       | Storbritannien                   | Polen                            | Ungern                           |                                  |
| 2014–2018             | Fanns inte med på EM-programmet. | Fanns inte med på EM-programmet. | Fanns inte med på EM-programmet. | Fanns inte med på EM-programmet. |

#### Mixed

##### 200m
| Klass            | Guld                             | Silver                           | Brons                            |                                  |
| 1996–2000        | Fanns inte med på EM-programmet. | Fanns inte med på EM-programmet. | Fanns inte med på EM-programmet. | Fanns inte med på EM-programmet. |
| Poznan 2002      | Tyskland                         | Polen                            | Storbritannien                   |                                  |
| 2004–2006        | Fanns inte med på EM-programmet. | Fanns inte med på EM-programmet. | Fanns inte med på EM-programmet. | Fanns inte med på EM-programmet. |
| Sabaudia 2008    | Tyskland                         | Polen                            | Tjeckien                         |                                  |
| Amsterdam 2010   | Tyskland                         | Tjeckien                         | Polen                            |                                  |
| Nottingham 2012  | Storbritannien                   | Ungern                           | Tjeckien                         |                                  |
| Račice 2014      | Ungern                           | Tyskland                         | Polen                            |                                  |
| Rom 2016         | Ungern                           | Italien                          | Storbritannien                   |                                  |
| Brandenburg 2018 | Tyskland                         | Moldavien                        | Storbritannien                   |                                  |

##### 500m
| Klass            | Guld                             | Silver                           | Brons                            |                                  |
| 1996–2000        | Fanns inte med på EM-programmet. | Fanns inte med på EM-programmet. | Fanns inte med på EM-programmet. | Fanns inte med på EM-programmet. |
| Poznan 2002      | Tyskland                         | Polen A                          | Polen B                          |                                  |
| 2004–2006        | Fanns inte med på EM-programmet. | Fanns inte med på EM-programmet. | Fanns inte med på EM-programmet. | Fanns inte med på EM-programmet. |
| Sabaudia 2008    | Tyskland                         | Storbritannien                   | Polen                            |                                  |
| Amsterdam 2010   | Tjeckien                         | Tyskland                         | Ryssland                         |                                  |
| Nottingham 2012  | Storbritannien                   | Ungern                           | Tjeckien                         |                                  |
| Račice 2014      | Ungern                           | Polen                            | Tyskland                         |                                  |
| Rom 2016         | Ungern                           | Italien                          | Storbritannien                   |                                  |
| Brandenburg 2018 | Tyskland                         | Moldavien                        | Storbritannien                   |                                  |

##### 1000m
| Klass            | Guld      | Silver   | Brons  |
| Brandenburg 2018 | Moldavien | Tyskland | Ungern |

##### 2000m
| Klass            | Guld                             | Silver                           | Brons                            |                                  |
| 1996–2006        | Fanns inte med på EM-programmet. | Fanns inte med på EM-programmet. | Fanns inte med på EM-programmet. | Fanns inte med på EM-programmet. |
| Sabaudia 2008    | Tyskland                         | Polen                            | Storbritannien                   |                                  |
| Amsterdam 2010   | Tyskland                         | Polen                            | Tjeckien                         |                                  |
| Nottingham 2012  | Fanns inte med på EM-programmet. | Fanns inte med på EM-programmet. | Fanns inte med på EM-programmet. | Fanns inte med på EM-programmet. |
| Račice 2014      | Ungern                           | Polen                            | Storbritannien                   |                                  |
| Rom 2016         | Ungern                           | Italien                          | Storbritannien                   |                                  |
| Brandenburg 2018 | Ungern                           | Tyskland                         | Moldavien                        |                                  |

### U24

#### Mixed

##### 200m
| Klass            | Guld                             | Silver                           | Brons                            |                                  |
| 1996–2008        | Fanns inte med på EM-programmet. | Fanns inte med på EM-programmet. | Fanns inte med på EM-programmet. | Fanns inte med på EM-programmet. |
| Amsterdam 2010   | Slovakien                        | Ungern                           | Ryssland                         |                                  |
| 2012–2016        | Fanns inte med på EM-programmet. | Fanns inte med på EM-programmet. | Fanns inte med på EM-programmet. | Fanns inte med på EM-programmet. |
| Brandenburg 2018 | Tyskland                         | Ukraina                          | Italien                          |                                  |

##### 500m
| Klass            | Guld                             | Silver                           | Brons                            |                                  |
| 1996–2008        | Fanns inte med på EM-programmet. | Fanns inte med på EM-programmet. | Fanns inte med på EM-programmet. | Fanns inte med på EM-programmet. |
| Amsterdam 2010   | Slovakien                        | Ungern                           | Ryssland                         |                                  |
| 2012–2016        | Fanns inte med på EM-programmet. | Fanns inte med på EM-programmet. | Fanns inte med på EM-programmet. | Fanns inte med på EM-programmet. |
| Brandenburg 2018 | Ukraina                          | Italien                          | Tyskland                         |                                  |

##### 2000m
| Klass            | Guld                             | Silver                           | Brons                            |                                  |
| 1996–2008        | Fanns inte med på EM-programmet. | Fanns inte med på EM-programmet. | Fanns inte med på EM-programmet. | Fanns inte med på EM-programmet. |
| Amsterdam 2010   | Slovakien                        | Ungern                           | Ryssland                         |                                  |
| 2012–2016        | Fanns inte med på EM-programmet. | Fanns inte med på EM-programmet. | Fanns inte med på EM-programmet. | Fanns inte med på EM-programmet. |
| Brandenburg 2018 | Ukraina                          | Tyskland                         | Italien                          |                                  |

### Senior A

#### Herrar

##### 200m
| Klass                 | Guld       | Silver         | Brons          |
| Rom 1998              |            |                |                |
| Malmö 2000            |            |                |                |
| Poznan 2002           | Tyskland   | Storbritannien | Polen          |
| Stockton-on-Tees 2004 | Ryssland   | Tyskland       | Storbritannien |
| Prag 2006             | Ryssland 1 | Storbritannien | Ryssland 2     |
| Sabaudia 2008         | Polen      | Ryssland       | Tyskland       |
| Amsterdam 2010        | Ryssland   | Tyskland       | Tjeckien       |
| Nottingham 2012       | Ryssland   | Tyskland       | Polen          |
| Račice 2014           | Ukraina    | Ryssland       | Tjeckien       |
| Rom 2016              | Ryssland   | Ungern         | Tyskland       |
| Brandenburg 2018      | Tyskland   | Ukraina        | Tjeckien       |

##### 500m
| Klass                 | Guld           | Silver         | Brons          |
| Rom 1998              |                |                |                |
| Malmö 2000            |                |                |                |
| Poznan 2002           | Tyskland       | Polen          | Storbritannien |
| Stockton-on-Tees 2004 | Storbritannien | Ryssland       | Tyskland       |
| Prag 2006             | Ryssland       | Storbritannien | Polen          |
| Sabaudia 2008         | Ryssland       | Storbritannien | Polen          |
| Amsterdam 2010        | Tyskland       | Ryssland       | Ungern         |
| Nottingham 2012       | Ryssland       | Tyskland       | Tjeckien       |
| Račice 2014           | Ukraina        | Tjeckien       | Polen          |
| Rom 2016              | Ukraina        | Tjeckien       | Polen          |
| Brandenburg 2018      | Ukraina        | Tyskland       | Tjeckien       |

##### 1000m
| Klass            | Guld    | Silver   | Brons    |
| Brandenburg 2018 | Ukraina | Tjeckien | Tyskland |

##### 2000m
| Klass                 | Guld     | Silver         | Brons          |
| Rom 1998              |          |                |                |
| Malmö 2000            |          |                |                |
| Poznan 2002           | Tyskland | Storbritannien | Polen          |
| Stockton-on-Tees 2004 | Ryssland | Storbritannien | Tyskland       |
| Prag 2006             | Ungern   | Storbritannien | Tjeckien       |
| Sabaudia 2008         | Tjeckien | Polen          | Storbritannien |
| Amsterdam 2010        | Ukraina  | Ungern         | Tjeckien       |
| Nottingham 2012       | Ryssland | Tyskland       | Tjeckien       |
| Račice 2014           | Ukraina  | Tjeckien       | Polen          |
| Rom 2016              | Ryssland | Ukraina        | Tyskland       |
| Brandenburg 2018      | Ukraina  | Tyskland       | Tjeckien       |

#### Damer

##### 200m
| Klass            | Guld                             | Silver                           | Brons                            |                                  |
| 1996–2004        | Fanns inte med på EM-programmet. | Fanns inte med på EM-programmet. | Fanns inte med på EM-programmet. | Fanns inte med på EM-programmet. |
| Prag 2006        | Storbritannien                   | Italien                          | Tjeckien                         |                                  |
| Sabaudia 2008    | Tyskland                         | Tjeckien                         | Ungern                           |                                  |
| Amsterdam 2010   | Tyskland                         | Storbritannien                   | Tjeckien                         |                                  |
| Nottingham 2012  | Tyskland                         | Storbritannien                   | Ungern                           |                                  |
| Račice 2014      | Ukraina                          | Storbritannien                   | Tjeckien                         |                                  |
| Rom 2016         | Tyskland                         | Irland                           | Storbritannien                   |                                  |
| Brandenburg 2018 | Tyskland                         | Irland                           | Italien                          |                                  |

##### 500m
| Klass            | Guld                             | Silver                           | Brons                            |                                  |
| 1996–2004        | Fanns inte med på EM-programmet. | Fanns inte med på EM-programmet. | Fanns inte med på EM-programmet. | Fanns inte med på EM-programmet. |
| Prag 2006        | Storbritannien                   | Italien                          | Tjeckien                         |                                  |
| Sabaudia 2008    | Tyskland                         | Tjeckien                         | Italien                          |                                  |
| Amsterdam 2010   | Tyskland                         | Tjeckien                         | Storbritannien                   |                                  |
| Nottingham 2012  | Tyskland                         | Tjeckien                         | Ungern                           |                                  |
| Račice 2014      | Ukraina                          | Storbritannien                   | Tjeckien                         |                                  |
| Rom 2016         | Tyskland                         | Storbritannien                   | Italien                          |                                  |
| Brandenburg 2018 | Tyskland                         | Irland                           | Italien                          |                                  |

##### 1000m
| Klass            | Guld     | Silver | Brons   |
| Brandenburg 2018 | Tyskland | Irland | Italien |

##### 2000m
| Klass            | Guld                             | Silver                           | Brons                            |                                  |
| 1996–2004        | Fanns inte med på EM-programmet. | Fanns inte med på EM-programmet. | Fanns inte med på EM-programmet. | Fanns inte med på EM-programmet. |
| Prag 2006        | Ungern                           | Italien                          | Ryssland                         |                                  |
| Sabaudia 2008    | Tyskland                         | Tjeckien                         | Ungern                           |                                  |
| Amsterdam 2010   | Tyskland                         | Tjeckien                         | Ungern                           |                                  |
| Nottingham 2012  | Tyskland                         | Ungern                           | Tjeckien                         |                                  |
| Račice 2014      | Tjeckien                         | Storbritannien                   | Ukraina                          |                                  |
| Rom 2016         | Tyskland                         | Storbritannien                   | Irland                           |                                  |
| Brandenburg 2018 | Tyskland                         | Irland                           | Italien                          |                                  |

#### Mixed

##### 200m
| Klass                 | Guld                             | Silver                           | Brons                            |                                  |
| Rom 1998              |                                  |                                  |                                  |                                  |
| Malmö 2000            |                                  |                                  |                                  |                                  |
| Poznan 2002           | Tyskland                         | Storbritannien                   | Polen                            |                                  |
| Stockton-on-Tees 2004 | Fanns inte med på EM-programmet. | Fanns inte med på EM-programmet. | Fanns inte med på EM-programmet. | Fanns inte med på EM-programmet. |
| Prag 2006             | Italien                          | Ungern                           | Tjeckien                         |                                  |
| Sabaudia 2008         | Tyskland                         | Polen                            | Italien                          |                                  |
| Amsterdam 2010        | Tyskland                         | Ungern                           | Ryssland                         |                                  |
| Nottingham 2012       | Ryssland                         | Polen                            | Ungern                           |                                  |
| Račice 2014           | Tyskland                         | Tjeckien                         | Ukraina                          |                                  |
| Rom 2016              | Tyskland                         | Ryssland                         | Storbritannien                   |                                  |
| Brandenburg 2018      | Tyskland                         | Ukraina                          | Tjeckien                         |                                  |

##### 500m
| Klass            | Guld                             | Silver                           | Brons                            |                                  |
| 1996–2006        | Fanns inte med på EM-programmet. | Fanns inte med på EM-programmet. | Fanns inte med på EM-programmet. | Fanns inte med på EM-programmet. |
| Sabaudia 2008    | Tyskland                         | Italien                          | Polen                            |                                  |
| Amsterdam 2010   | Polen                            | Tjeckien                         | Tyskland                         |                                  |
| Nottingham 2012  | Ryssland                         | Tyskland                         | Polen                            |                                  |
| Račice 2014      | Tyskland                         | Ukraina                          | Tjeckien                         |                                  |
| Rom 2016         | Ungern                           | Tyskland                         | Ryssland                         |                                  |
| Brandenburg 2018 | Tyskland                         | Ukraina                          | Tjeckien                         |                                  |

##### 1000m
| Klass            | Guld    | Silver   | Brons    |
| Brandenburg 2018 | Ukraina | Tyskland | Ryssland |

##### 2000m
| Klass            | Guld                             | Silver                           | Brons                            |                                  |
| 1996–2006        | Fanns inte med på EM-programmet. | Fanns inte med på EM-programmet. | Fanns inte med på EM-programmet. | Fanns inte med på EM-programmet. |
| Sabaudia 2008    | Tyskland                         | Ungern                           | Polen                            |                                  |
| Amsterdam 2010   | Ryssland                         | Ungern                           | Tyskland                         |                                  |
| Nottingham 2012  | Storbritannien                   | Ryssland                         | Polen                            |                                  |
| Račice 2014      | Tyskland                         | Tjeckien                         | Ukraina                          |                                  |
| Rom 2016         | Ryssland                         | Ungern                           | Ukraina                          |                                  |
| Brandenburg 2018 | Ukraina                          | Tyskland                         | Ryssland                         |                                  |

### Senior B

#### Herrar

##### 200m
| Klass            | Guld                             | Silver                           | Brons                            |                                  |
| 1996–2006        | Fanns inte med på EM-programmet. | Fanns inte med på EM-programmet. | Fanns inte med på EM-programmet. | Fanns inte med på EM-programmet. |
| Sabaudia 2008    | Ryssland                         | Italien                          | Tyskland                         |                                  |
| Amsterdam 2010   | Ukraina                          | Storbritannien                   | Polen                            |                                  |
| Nottingham 2012  | Ukraina                          | Storbritannien                   | Tjeckien                         |                                  |
| Račice 2014      | Ukraina                          | Ryssland                         | Storbritannien                   |                                  |
| Rom 2016         | Ukraina                          | Storbritannien                   | Ungern                           |                                  |
| Brandenburg 2018 | Ukraina                          | Storbritannien                   | Ryssland                         |                                  |

##### 500m
| Klass            | Guld                             | Silver                           | Brons                            |                                  |
| 1996–2006        | Fanns inte med på EM-programmet. | Fanns inte med på EM-programmet. | Fanns inte med på EM-programmet. | Fanns inte med på EM-programmet. |
| Sabaudia 2008    | Tyskland                         | Ryssland                         | Italien                          |                                  |
| Amsterdam 2010   | Polen                            | Tjeckien                         | Storbritannien                   |                                  |
| Nottingham 2012  | Ukraina                          | Tyskland                         | Polen                            |                                  |
| Račice 2014      | Ukraina                          | Ryssland                         | Tjeckien                         |                                  |
| Rom 2016         | Ukraina                          | Storbritannien                   | Ungern                           |                                  |
| Brandenburg 2018 | Ukraina                          | Storbritannien                   | Ryssland                         |                                  |

##### 1000m
| Klass            | Guld    | Silver   | Brons    |
| Brandenburg 2018 | Ukraina | Tyskland | Ryssland |

##### 2000m
| Klass            | Guld                             | Silver                           | Brons                            |                                  |
| 1996–2006        | Fanns inte med på EM-programmet. | Fanns inte med på EM-programmet. | Fanns inte med på EM-programmet. | Fanns inte med på EM-programmet. |
| Sabaudia 2008    | Ryssland                         | Tyskland                         | Italien                          |                                  |
| Amsterdam 2010   | Polen                            | Tyskland                         | Ryssland                         |                                  |
| Nottingham 2012  | Ukraina                          | Storbritannien                   | Polen                            |                                  |
| Račice 2014      | Ukraina                          | Storbritannien                   | Tjeckien                         |                                  |
| Rom 2016         | Ukraina                          | Storbritannien                   | Ryssland                         |                                  |
| Brandenburg 2018 | Ryssland                         | Ukraina                          | Storbritannien                   |                                  |

#### Mixed

##### 200m
| Klass            | Guld                             | Silver                           | Brons                            |                                  |
| 1996–2008        | Fanns inte med på EM-programmet. | Fanns inte med på EM-programmet. | Fanns inte med på EM-programmet. | Fanns inte med på EM-programmet. |
| Amsterdam 2010   | Tyskland                         | Tjeckien                         | Ryssland                         |                                  |
| Nottingham 2012  | Tyskland                         | Tjeckien                         | Ryssland                         |                                  |
| Račice 2014      | Ukraina                          | Tyskland                         | Tjeckien                         |                                  |
| Rom 2016         | Ukraina                          | Ungern                           | Tyskland                         |                                  |
| Brandenburg 2018 | Tyskland                         | Storbritannien                   | Ukraina                          |                                  |

##### 500m
| Klass            | Guld                             | Silver                           | Brons                            |                                  |
| 1996–2008        | Fanns inte med på EM-programmet. | Fanns inte med på EM-programmet. | Fanns inte med på EM-programmet. | Fanns inte med på EM-programmet. |
| Amsterdam 2010   | Tyskland                         | Tjeckien                         | Ungern                           |                                  |
| Nottingham 2012  | Tjeckien                         | Tyskland                         | Ungern                           |                                  |
| Račice 2014      | Ukraina                          | Tjeckien                         | Tyskland                         |                                  |
| Rom 2016         | Ukraina                          | Storbritannien                   | Italien                          |                                  |
| Brandenburg 2018 | Tyskland                         | Italien                          | Nederländerna                    |                                  |

##### 1000m
| Klass            | Guld     | Silver  | Brons   |
| Brandenburg 2018 | Tyskland | Ukraina | Italien |

##### 2000m
| Klass            | Guld                             | Silver                           | Brons                            |                                  |
| 1996–2008        | Fanns inte med på EM-programmet. | Fanns inte med på EM-programmet. | Fanns inte med på EM-programmet. | Fanns inte med på EM-programmet. |
| Amsterdam 2010   | Tyskland                         | Tjeckien                         | Ungern                           |                                  |
| Nottingham 2012  | Tjeckien                         | Tyskland                         | Ryssland                         |                                  |
| Račice 2014      | Ukraina                          | Tyskland                         | Tjeckien                         |                                  |
| Rom 2016         | Ukraina                          | Ungern                           | Tyskland                         |                                  |
| Brandenburg 2018 | Ukraina                          | Tyskland                         | Italien                          |                                  |

## Medaljörer 10-manna

### Premier

#### Herrar

##### 200m
| Klass            | Guld     | Silver  | Brons          |
| Račice 2014      | Ungern   | Polen   | Storbritannien |
| Rom 2016         | Ungern   | Ukraina | Tyskland       |
| Brandenburg 2018 | Tyskland | Ukraina | Sverige        |

##### 500m
| Klass            | Guld     | Silver   | Brons          |
| Račice 2014      | Ungern   | Tyskland | Storbritannien |
| Rom 2016         | Ukraina  | Tyskland | Ryssland       |
| Brandenburg 2018 | Tyskland | Ukraina  | Italien        |

##### 2000m
| Klass            | Guld     | Silver   | Brons          |
| Račice 2014      | Tyskland | Polen    | Storbritannien |
| Rom 2016         | Ungern   | Ryssland | Ukraina        |
| Brandenburg 2018 | Italien  | Ungern   | Ukraina        |

#### Damer

##### 200m
| Klass            | Guld    | Silver         | Brons    |
| Račice 2014      | Polen   | Storbritannien | Tyskland |
| Rom 2016         | Ukraina | Sverige        | Tyskland |
| Brandenburg 2018 | Ungern  | Ukraina        | Tjeckien |

##### 500m
| Klass            | Guld    | Silver         | Brons    |
| Račice 2014      | Polen   | Storbritannien | Tyskland |
| Rom 2016         | Sverige | Ukraina        | Tyskland |
| Brandenburg 2018 | Ukraina | Italien        | Ungern   |

##### 2000m
| Klass            | Guld           | Silver  | Brons     |
| Račice 2014      | Storbritannien | Polen   | Slovakien |
| Rom 2016         | Ukraina        | Sverige | Tyskland  |
| Brandenburg 2018 | Ukraina        | Ungern  | Italien   |

#### Mixed

##### 200m
| Klass            | Guld    | Silver  | Brons    |
| Rom 2016         | Ukraina | Italien | Ungern   |
| Brandenburg 2018 | Sverige | Ukraina | Tyskland |

##### 500m
| Klass            | Guld    | Silver         | Brons    |
| Rom 2016         | Ungern  | Storbritannien | Ryssland |
| Brandenburg 2018 | Ukraina | Italien        | Sverige  |

##### 2000m
| Klass            | Guld    | Silver  | Brons   |
| Rom 2016         | Ukraina | Italien | Ungern  |
| Brandenburg 2018 | Ukraina | Italien | Sverige |

### Junior

#### Herrar

##### 200m
| Klass            | Guld    | Silver         | Brons     |
| Račice 2014      | Ungern  | Storbritannien | Polen     |
| Rom 2016         | Italien | Storbritannien | Moldavien |
| Brandenburg 2018 | Italien | Moldavien      | Tyskland  |

##### 500m
| Klass            | Guld    | Silver         | Brons          |
| Račice 2014      | Polen   | Storbritannien | Tyskland       |
| Rom 2016         | Italien | Moldavien      | Storbritannien |
| Brandenburg 2018 | Italien | Ungern         | Moldavien      |

##### 2000m
| Klass            | Guld    | Silver    | Brons          |
| Račice 2014      | Ungern  | Polen     | Tyskland       |
| Rom 2016         | Italien | Moldavien | Storbritannien |
| Brandenburg 2018 | Italien | Moldavien | Ungern         |

#### Damer

##### 200m
| Klass            | Guld     | Silver    | Brons  |
| Brandenburg 2018 | Tyskland | Moldavien | Ungern |

##### 500m
| Klass            | Guld     | Silver | Brons          |
| Brandenburg 2018 | Tyskland | Ungern | Storbritannien |

##### 2000m
| Klass            | Guld     | Silver    | Brons  |
| Brandenburg 2018 | Tyskland | Moldavien | Ungern |

### U24

#### Herrar

##### 200m
| Klass            | Guld    | Silver   | Brons          |
| Rom 2016         | Sverige | Spanien  | Storbritannien |
| Brandenburg 2018 | Ukraina | Tyskland | Sverige        |

##### 500m
| Klass            | Guld    | Silver   | Brons          |
| Rom 2016         | Spanien | Sverige  | Storbritannien |
| Brandenburg 2018 | Ukraina | Tyskland | Sverige        |

##### 2000m
| Klass            | Guld    | Silver  | Brons          |
| Rom 2016         | Sverige | Spanien | Storbritannien |
| Brandenburg 2018 | Ukraina | Italien | Tyskland       |

#### Damer

##### 200m
| Klass            | Guld    | Silver   | Brons   |
| Brandenburg 2018 | Ukraina | Tyskland | Italien |

##### 500m
| Klass            | Guld    | Silver  | Brons    |
| Brandenburg 2018 | Ukraina | Italien | Tyskland |

### Senior A

#### Herrar

##### 200m
| Klass            | Guld    | Silver         | Brons    |
| Račice 2014      | Polen   | Storbritannien | Ungern   |
| Rom 2016         | Ukraina | Polen          | Ryssland |
| Brandenburg 2018 | Ukraina | Tyskland       | Sverige  |

##### 500m
| Klass            | Guld    | Silver   | Brons          |
| Račice 2014      | Polen   | Ungern   | Storbritannien |
| Rom 2016         | Italien | Ryssland | Slovakien      |
| Brandenburg 2018 | Ukraina | Tyskland | Italien        |

##### 2000m
| Klass            | Guld    | Silver    | Brons   |
| Rom 2016         | Ukraina | Slovakien | Italien |
| Brandenburg 2018 | Ukraina | Sverige   | Cypern  |

#### Damer

##### 200m
| Klass            | Guld    | Silver         | Brons     |
| Rom 2016         | Italien | Ungern         | Slovakien |
| Brandenburg 2018 | Sverige | Storbritannien | Ungern    |

##### 500m
| Klass            | Guld    | Silver         | Brons     |
| Rom 2016         | Italien | Ungern         | Slovakien |
| Brandenburg 2018 | Sverige | Storbritannien | Ryssland  |

##### 2000m
| Klass            | Guld    | Silver         | Brons    |
| Rom 2016         | Ungern  | Slovakien      | Italien  |
| Brandenburg 2018 | Sverige | Storbritannien | Ryssland |

#### Mixed

##### 200m
| Klass            | Guld    | Silver    | Brons   |
| Rom 2016         | Italien | Slovakien | Polen   |
| Brandenburg 2018 | Ungern  | Italien   | Serbien |

##### 500m
| Klass            | Guld    | Silver        | Brons     |
| Rom 2016         | Italien | Polen         | Slovakien |
| Brandenburg 2018 | Ungern  | Nederländerna | Serbien   |

##### 2000m
| Klass            | Guld    | Silver  | Brons     |
| Rom 2016         | Italien | Polen   | Slovakien |
| Brandenburg 2018 | Ungern  | Italien | Spanien   |

### Senior B

#### Herrar

##### 200m
| Klass            | Guld     | Silver    | Brons    |
| Rom 2016         | Ryssland | Slovakien | Italien  |
| Brandenburg 2018 | Ungern   | Tyskland  | Ryssland |

##### 500m
| Klass            | Guld     | Silver   | Brons    |
| Rom 2016         | Ryssland | Tjeckien | Italien  |
| Brandenburg 2018 | Ungern   | Tyskland | Ryssland |

##### 2000m
| Klass            | Guld     | Silver   | Brons    |
| Rom 2016         | Ryssland | Italien  | Tjeckien |
| Brandenburg 2018 | Ungern   | Tyskland | Ryssland |

#### Damer

##### 200m
| Klass            | Guld     | Silver  | Brons          |
| Rom 2016         | Tyskland | Ukraina | Ungern         |
| Brandenburg 2018 | Tyskland | Italien | Storbritannien |

##### 500m
| Klass            | Guld     | Silver   | Brons          |
| Rom 2016         | Ukraina  | Tyskland | Ungern         |
| Brandenburg 2018 | Tyskland | Italien  | Storbritannien |

##### 2000m
| Klass            | Guld     | Silver   | Brons          |
| Rom 2016         | Tyskland | Ukraina  | Ungern         |
| Brandenburg 2018 | Italien  | Tyskland | Storbritannien |

#### Mixed

##### 200m
| Klass            | Guld     | Silver  | Brons     |
| Rom 2016         | Ryssland | Italien | Slovakien |
| Brandenburg 2018 | Italien  | Ungern  | Sverige   |

##### 500m
| Klass            | Guld     | Silver    | Brons   |
| Rom 2016         | Ryssland | Slovakien | Italien |
| Brandenburg 2018 | Ungern   | Italien   | Cypern  |

##### 2000m
| Klass            | Guld     | Silver  | Brons  |
| Rom 2016         | Ryssland | Italien | Polen  |
| Brandenburg 2018 | Ungern   | Italien | Cypern |

### Senior C

#### Herrar

##### 200m
| Klass            | Guld     | Silver   | Brons    |
| Rom 2016         | Polen    | Tjeckien | Tyskland |
| Brandenburg 2018 | Tyskland | Ryssland | Polen    |

##### 500m
| Klass            | Guld     | Silver   | Brons    |
| Rom 2016         | Tjeckien | Tyskland | Polen    |
| Brandenburg 2018 | Ryssland | Tjeckien | Tyskland |

##### 2000m
| Klass            | Guld     | Silver   | Brons    |
| Rom 2016         | Tjeckien | Tyskland | Polen    |
| Brandenburg 2018 | Tyskland | Ukraina  | Tjeckien |

#### Damer

##### 200m
| Klass            | Guld     | Silver   | Brons   |
| Brandenburg 2018 | Tyskland | Tjeckien | Italien |

##### 500m
| Klass            | Guld     | Silver   | Brons   |
| Brandenburg 2018 | Tyskland | Tjeckien | Italien |

#### Mixed

##### 200m
| Klass    | Guld     | Silver   | Brons    |
| Rom 2016 | Ryssland | Tjeckien | Tyskland |

##### 500m
| Klass    | Guld     | Silver   | Brons    |
| Rom 2016 | Tyskland | Tjeckien | Ryssland |

##### 2000m
| Klass    | Guld     | Silver   | Brons  |
| Rom 2016 | Ryssland | Tyskland | Ungern |